# 쿠르디스탄 자유생명당
쿠르드 자유생활당(پارتی ژیانی ئازادی کوردستان 또는 쿠르드 지야나 아자드 정당, 줄여서 PJAK는, 쿠르디스탄 자유생활당이라고도 불리는 쿠르디스탄의 정당이다. 이들은 때때로 줄여서 PEJAK라고도 불린다. 이들은 쿠르드인들의 정치적 군사적 조직으로 2004년부터 이란령 쿠르디스탄의 문화적, 정치적 권리 및 자치권 확립을 추구하기 위해 이란 정부에 대항해서 싸우고 있다. 몇몇 전문가들은 쿠르드 자유생활당을 쿠르디스탄 노동자당의 지부로 묘사하기도 한다. 두 집단 모두 쿠르드 공산당 집단의 일부인데, 이는 튀르키예, 이란, 이라크, 시리아 내의 쿠르드 정치 및 반군 집단의 통솔 기구이다.
PJAK에 가입한 군사 조직인 YRK는 이란, 이라크, 시리아, 튀르키예 등지에서 왔으며 병력은 약 3,000명으로 추산된다. 이 집단은 이란에 의해 금지된 테러 조직으로 분류되며, 튀르키예, 미국도 이란과 같이 테러 집단으로 분류한다. 그러나 유럽 연합과 국제 연합, 러시아는 이들을 테러 집단으로 분류하지 않는다.

## 정책들과 구조
PJAK의 정확한 역사는 논쟁이 많다. 튀르키예와 이란은 PJAK가 쿠르디스탄 노동자당의 일부 혹은 지부 이상으로 취급하지 않는다. 몇몇 자료에 따르면 PKK의 당원들이 2004년 튀르키예 정부에 대항하는 좌익-민족주의 반란을 이란으로 확산시키기 위해 PJAK를 설립했다고 보았다. 그러나 PJAK의 창립자들에 따르면 집단은 1997년 인근부터 이들은 이란에 학생 중심의 평화로운 인권 운동을 시작했다고 보았다. 이 단체는 이라크 내의 쿠르드 자치 지역 설립 및 PKK의 튀르키예 대항 반란의 성공에 고무되었다. 이전 쿠르드 반란의 실패에 낙담하여 PJAK의 지도자들은 쿠르드 국가 정체성의 유지 및 설립과 이란 정부의 이란 내 쿠르드인을 페르시아 인이나 아리아인으로 구분하려는 시도를 무산시키기 위해 노력했다. 쿠르드 반정부주의자들과 지성인들 사이에서 이란 정부의 이간질로 정당의 지도자들은 1999년 이라크령 쿠르디스탄으로 이동했다. 그곳에서 그들은 PKK에 의해 통치되는 지역에 정착하였으며, 이란 국경으로부터 10마일이 채 안 되는 퀀딜 산의 경사면에 자리잡았다. 퀀딜에 자리잡은 이후 PKK의 안보 우산 속에서 작전을 펼쳤으며, PJAK는 수감된 PKK 지도자인 압둘라 오칼란의 정치적 생각 및 군사적 전략 대다수를 채택했으며, 그의 이론은 여전히 이란에 있는 PJAK 창립자들에게도 영향을 주었다. PKK의 이념적 영향은 PJAK의 활동을 민권 운동에서 더욱 야심차고 직접적인 독립 운동으로 탈바꿈시켰으며, 많은 PKK 전사들이 이란으로 유입되는 계기가 되었다.
현재 조직의 지도자는 압둘 라흐만 하지 아흐마디로 워싱턴 타임즈 지에 따르면 PJAK의 당원 절반은 여성이고, 대부분의 여성들은 여전히 10대라고 밝혔다teens. 당은 여성 게릴라 부대원들을 적극적으로 모집하고 있으며 그들은 "잔인하고 강렬한 전투가"들이 "급진적인 여성주의"를 이끄는 여성들이라고 밝혔다. PJAK는 쿠르드 공산당 집단의 요원으로 이들은 쿠르드인들의 조직 및 사단들의 동맹이다.
PJAK는 하위 조직도 가지고 있다.
- 무장 조직- "동쿠르디스탄 보호부대" (Yekîneyên Parastina Rojhilatê Kurdistan, YRK);
- 여성 지부- "여성방위군" (Hêzên Parastina Jinê, HPJ)
- 청년 및 학생 단체

쿠르디스탄 노동자당도 KCK의 일원으로, 뉴욕 타임즈에 따르면, PJAK와 PKK는 큰 측면에서 하나처럼, 그리고 동일한 단체처럼 보인다고 말했다. 이들은 덧붙여서 "이들은 같은 목표를 공유한다. 바로 쿠르드인들의 자치와 권리를 위해 싸우는 것이다. 이들의 유일한 차이점은 PJAK는 이란에서 싸우고, PKK는 튀르키예에서 싸운다. 그들은 지도력, 정보와 충성심을 압둘라 오카란을 통해 공유하는데, 이 사람은 튀르키예에 수감된 PKK 지도자들이다."라고 말했다.
튀르키예에서 PKK의 목표처럼, PJAK 지도자들의 궁극적인 목표는 이란령 쿠르디스탄 자치 지역을 이란 정부 내에서 수립하는 것이다. PJAK 지도부는 정당의 목표가 민주 연방 정부로 이란의 신권 정치를 변화시키는 것으로 이들은 아랍인, 야지디인, 쿠르드인과 같은 소수민족의 자치를 당연시하는 지역으로 바꾸는 것이다.

## PJAK와 미국
미국과 PJAK 양측 모두 어떠한 형태의 협력도 거부해왔다. 2009년부터 PJAK는 미국 정부에 의해 테러 조직으로 블랙리스트에 올랐으며, PJAK에 대한 미국 자산 동결 및 미국 시민들과 PJAK의 사업을 금지했다. 관계자는 PJAK를 PKK와 연관있다고 보았다. 미국은 PKK를 미국 정부의 테러 조직 분류에 적었으며, 1997년부터 미국의 지역적 동맹국이자 NATO 가입국인 튀르키예를 지원했다. 그럼에도 불구하고 이란 언론과 정부 관계자들은 이란의 영향력 행사를 막기 위해 PJAK가 미국과 그들의 동맹국의 지원을 받고 있다고 주장했다. 예를 들어 이란 언론 기관인 프레스TV는 미국 군 관계자들이 이라크의 PJAK 요원들과 2011년 8월 접촉하여 무기 및 자금 지원을 약속했다고 언급했다. 이란 관계자들은 PJAK의 공격이 미국과 시오니스트 정권인 이스라엘의 지원을 받고 있다고 주장했다.
이란의 이러한 논거는 서구권의 몇가지 기록에서 찾아볼 수 있다. 2006년 4월 18일 미국 의원 데니스 쿠치니츠는 조지 W. 부시에게 편지로 PJAK가 이라크령 쿠르디스탄 영토 내에서 쿠르드 자치구의 통제를 받고 있기 때문에 미국이 PJAK와 협력하고 지원하는 것이 낫다고 본다는 입장을 밝혔다. 같은 해 11월 기자 세이무르 허쉬는 《더 뉴요커》에서 이러한 주장을 지지하며 미국 군대와 이스라엘은 이란 내부에 압력을 가하기 위해 PJAK에 장비, 훈련, 첩보 제공 등을 부여하고 있다고 밝혔다.
허쉬의 주장은 PJAK와 PKK의 연관성 때문에 튀르키예 언론의 분개를 자아냈으며, 쿠르드-튀르키예 분쟁으로 튀르키예 정부는 쿠르드인들의 인권과 자치권을 제한해왔었다. 주튀르키예 미국 대사인 로스 윌슨은 공식적으로 PJAK에 대한 미국의 지원을 부인했다. 윌슨은 2007년 12월 미국 정부에 비밀 서한을 전해 미국 정부가 PJAK를 블랙리스트에 기재하기를 촉구했다. 이러한 사건의 발단으로 PKK의 고위급 사령관인 세밀 바이크는 인터뷰에서 미국 정부는 PJAK와 접촉을 가지기는 했지만 그러한 반군에게 아무런 지원도 해주지 않았다고 말했다. PKK는 PJAK의 유일한 설립자이자 지원자임을 유지하는 입장을 밝히며 바이크는 만약 미국이 PJAK에 관심이 있다면 PKK에도 마찬가지로 관심을 가져야만 한다고 말했다. 이는 미국이 PKK를 향해 적대감을 쌓은 것과는 모순될 수 있다는 입장이다.
미국과 이란 사이의 오랜 반감에서 이익을 얻기를 바라며 이란군에 대항하는 싸움에서의 국제적인 지지를 얻기 위한 시도를 했음에도 불구하고, PJAK는 이 작전에서 성공하지 못했지만, 과거부터 미국에게 친근한 제스처를 취했다. 2006년 6월 인터뷰에서 PJAK 대변인 이산 와이라는 PJAK가 미국과 관계를 맺기를 희망했지만 미국과의 연락이 없었기에 좌절했다고 밝혔다. 그는 미국과 쿠르디스탄 민주당 및 쿠르디스탄 애국 동맹의 효율적인 동맹을 언급하며 미국이 그의 조직에도 지원을 해줘야 한다고 말했다. PJAK의 지도자인 하지 아흐마디는 2007년 8월 미국을 방문해 미국의 정치적, 군사적 지원을 얻기를 원했지만, 미국 고위 관계자들과의 제한적인 만남을 가졌을 뿐 그가 원했던 적극적인 지원을 얻는데에는 실패했다. 그러나 2008년 10월 18일의 성명에서 PJAK는 미국이 튀르키예와 이란과의 정보 공유를 비난하며, 미국이 콴딜 지역에 있는 PJAK와 PKK 기지 폭격 및 공격을 수행했다고 주장했다. PJAK에 대한 지원은 2016년 미국과 이란의 관계 개선 및 이란의 핵 포기로 더욱 어려워지고 있다.
그러나 2015년부터 ISIL이 이라크에서 발흥하여 이라크 정부 및 쿠르드 자치구를 위협하자 PJAK는 쿠르드 자치구의 페쉬메르가 및 이라크 정부의 이라크 보안군과 연합하여 ISIL과 맞서 싸웠다. 이를 계기로 미국 주도의 CJTF-OIR은 ISIL에 대항하기 위해 PJAK를 지원하고 있다.

## 같이 보기
- 이란령 쿠르디스탄
- 이란-PJAK 분쟁
- 쿠르드 민족주의